# Liste der Monuments historiques in Lhéry
Die Liste der Monuments historiques in Lhéry führt die Monuments historiques in der französischen Gemeinde Lhéry auf.

## Liste der Immobilien
| Bezeichnung       | Beschreibung            | Standort              | Kennzeichnung | Schutzstatus | Datum | Bild |
| ----------------- | ----------------------- | --------------------- | ------------- | ------------ | ----- | ---- |
| Kirche St-Nicolas | aus dem 13. Jahrhundert | Rue Principale (Lage) | PA00078732    | Classé       | 1921  |      |

## Liste der Objekte
| Bezeichnung                 | Beschreibung                           | Standort                        | Kennzeichnung | Schutzstatus | Datum | Bild |
| --------------------------- | -------------------------------------- | ------------------------------- | ------------- | ------------ | ----- | ---- |
| Skulptur Heiliger Sebastian | Holz, farbig gefasst, 16. Jahrhundert  | in der Kirche St-Nicolas (Lage) | PM51003445    | Inscrit      | 2002  |      |
| Skulptur Madonna mit Kind   | Stein, farbig gefasst, 16. Jahrhundert | in der Kirche St-Nicolas (Lage) | PM51003446    | Inscrit      | 2002  |      |